# Альдо Калулу
Альдо Калулу (фр. Aldo Kalulu, нар. 21 січня 1996, Ліон) — конголезький та французький футболіст ДР Конго, нападник сербського клубу «Партизан» та національної збірної Демократичної Республіки Конго.

## Клубна кар'єра
Народився 21 січня 1996 року в місті Ліон. Вихованець футбольної школи клубу «Ліон». З 2012 року став виступати за резервну команду в аматорському чемпіонаті.
Зігравши понад тридцять матчів у складі резервної команди, 12 вересня він дебютував за основну команду у Лізі 1 в грі проти «Лілля» (0:0), замінивши на останніх десяти хвилинах Жордана Феррі. Через 4 дні він також дебютував у Лізі чемпіонів УЄФА в грі проти бельгійського «Гента» (1:1), вийшовши в другому таймі замість Клаудіо Бовю. А 23 вересня він вийшов у стартовому складі проти «Бастії» і через 18 хвилин забив став перший гол на дорослому рівні. Матч закінчився з рахунком 2:0, а Калулу відіграв вісімдесят хвилин. Всього у дебютному сезоні він провів 10 матчів у французькій Лізі 1 і забив два голи. Він також провів першу частину наступного сезону 2016/17 в «Ліоні», провівши ще чотири матчі за першу команду, після чого на початку 2017 року був відправлений в оренду до клубу першого французького дивізіону «Ренн», де зіграв 11 ігор в усіх турнірах. У сезоні 2017/18 знову грав на правах оренди, але цього разу у Лізі 2 за «Сошо», де нарешті став основним гравцем. Він забив 12 голів, став найкращим бомбардиром команди і був визнаний найкращим гравцем сезону за версією вболівальників.
26 червня 2018 року підписав трирічний контракт зі швейцарським клубом «Базель». 21 липня 2018 року дебютував за «Базель» в грі чемпіонату проти «Санкт-Галлена» (1:2), а 18 серпня забив свій перший гол за свій новий клуб у виїзній грі Кубка Швейцарії, коли «Базель» переміг аматорський клуб «Монтлінген» з рахунком 3:0. Цей гол так і залишився єдиним для гравця за швейцарський клуб. У першій половині сезону 2018/19 в якому він також виграв Кубок Швейцарії, Калулу грав регулярно, однак у другій половині сезону він провів лише сім матчів, причому виходячи на заміну. Тому у липні 2019 року Калулу був відправлений в однорічну оренду в англійський «Суонсі Сіті» з Чемпіоншипу.
«Суонсі» не скористався правом на викуп гравця, тому Калулу повернувся до «Базеля» на сезон 2020/21 під керівництвом нового головного тренера Чиріако Сфорци. Однак справи для форварда не покращилися, він провів лише 12 матчів, і то виходячи на заміну. Наприкінці того сезону у нього закінчився контракт і він покинув клуб. У період з 2018 по 2021 роки Калулу провів за «Базель» 51 гру, забивши лише три голи. 27 з цих ігор були в чемпіонаті, п'ять у Кубку Швейцарії, чотири — в єврокубках (Ліга чемпіонів і Ліга Європи) і 15 були товариськими іграми. Він забив один гол у кубку, а інші два — у контрольних іграх.
29 червня 2021 року він повернувся в «Сошо» і на правах вільного агента підписав трирічний контракт. В наступні два роки виступав в статусі основного гравця клубу у другому французькому дивізіоні, поки клуб влітку 2023 року через фінансові проблеми не був понижений у класі.
20 липня 2023 рокуКалулу підписав 3-річний контракт з сербським «Партизаном». Він дебютував за нову команду 29 липня в першому турі Суперліги 2023/24 проти ТСЦ (3:3), вийшовши в гру на 54-й хвилині та отримавши червону картку на 95-й хвилині. Станом на 4 грудня 2023 року відіграв за белградську команду 14 матчів в національному чемпіонаті і забив 2 голи.

## Виступи за збірні
2013 року дебютував у складі юнацької збірної Франції (U-18), загалом на юнацькому рівні взяв участь у 5 іграх, відзначившись одним забитим голом.
24 березня 2023 року дебютував в офіційних іграх у складі національної збірної Демократичної Республіки Конго в матчі кваліфікації до Кубка африканських націй 2023 року з Мавританією (3:1).
| Дата       | Місто     | Господарі  | Результат | Гості      | Турнір                                  | Голи | Примітки |
| ---------- | --------- | ---------- | --------- | ---------- | --------------------------------------- | ---- | -------- |
| 24-3-2023  | Лубумбаші | ДР Конго   | 3 – 1     | Мавританія | Відбір до Кубка африканських націй 2023 | -    | 26'      |
| 28-3-2023  | Нуакшот   | Мавританія | 1 – 1     | ДР Конго   | Відбір до Кубка африканських націй 2023 | -    | 58'      |
| 14-6-2023  | Дуала     | ДР Конго   | 1 – 0     | Уганда     | товариський матч                        | -    | 67'      |
| 12-9-2023  | Совето    | ПАР        | 1 – 0     | ДР Конго   | товариський матч                        | -    | 58'      |
| 17-10-2023 | Сетубал   | Ангола     | 0 – 0     | ДР Конго   | товариський матч                        | -    |          |
| 15-11-2023 | Кіншаса   | ДР Конго   | 2 – 0     | Мавританія | Відбір до ЧС 2026                       | -    |          |
| Усього     |           | Матчів     | 6         |            | Голів                                   | 0    |          |

## Титули і досягнення
- Володар Кубка Швейцарії (1):

«Базель»: 2018/19

## Особисте життя
Альдо Калулу — старший брат інших футболістів Гедеона Калулу та П'єра Калулу. Їх батьки є конголезцями за походженням, які переїхали до Франції. Його батько народився в Кабімбі, Бельгійське Конго, а мати в Лікасі, Конго-Леопольдвіль. Альдо отримав французьке громадянство 26 грудня 2000 року внаслідок натуралізації його батьків.